# Gauthier Toulemonde
Pour les articles homonymes, voir Toulemonde.
Vous pouvez aider à l'améliorer ou bien discuter des problèmes sur sa page de discussion.
- Il ne cite pas suffisamment ses sources. Vous pouvez indiquer les passages à sourcer avec {{référence nécessaire}} ou {{Référence souhaitée}}, et inclure les références utiles en les liant aux notes de bas de page. (Marqué depuis juillet 2017)
- Sa forme n’est pas encyclopédique et ressemble trop à un curriculum vitæ. Modifiez le texte pour aider à le transformer en article neutre. (Marqué depuis juillet 2017)

- Archive Wikiwix
- Bing
- Cairn
- DuckDuckGo
- E. Universalis
- Gallica
- Google
- G. Books
- G. News
- G. Scholar
- Persée
- Qwant
- (zh) Baidu
- (ru) Yandex
- (wd) trouver des œuvres sur Wikidata

Gauthier Toulemonde (né le 6 février 1959 à Roubaix) est un entrepreneur français spécialisé dans la philatélie et la presse.

## Carrière

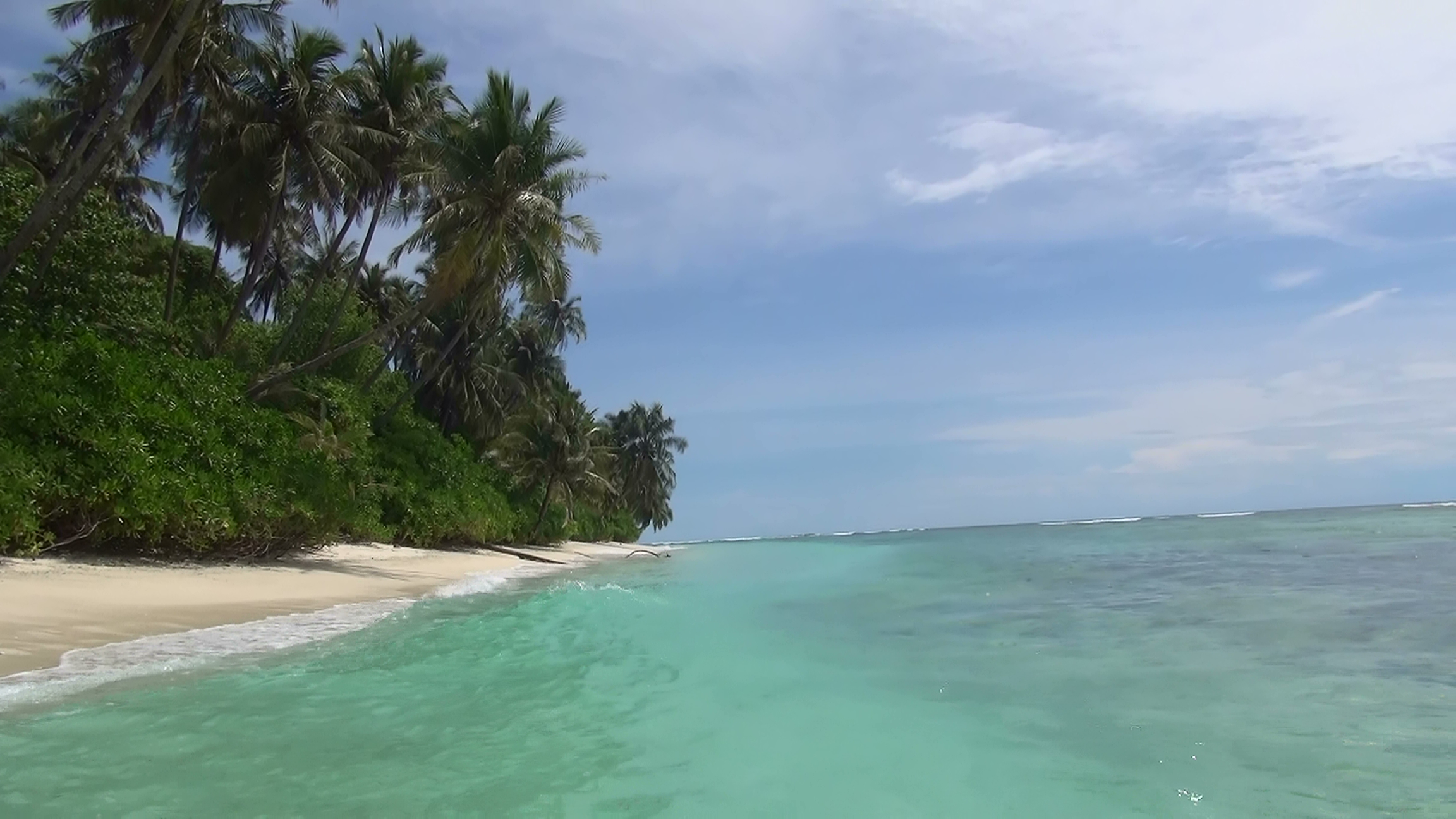
Île Web Robinson, Indonésie.

Il est diplômé de l'Institut d'études politiques de Paris, et a exercé diverses fonctions dans des banques d'affaires françaises et étrangères. Il est membre de la Société des explorateurs français
Directeur de Timbropresse depuis 1995, il est le rédacteur en chef de Timbres magazine et de L'Activité Immobilière (janvier 2012 - décembre 2014).
À compter de 2005 il réalise de nombreux reportages et voyages. Le premier se déroule sur l'île de Clipperton pendant l'expédition de Jean-Louis Étienne. En 2006, il accomplit une expédition postale des îles Svalbard au Pôle Nord géographique via la station russe de Barnéo, puis remonte le fleuve Maroni en Guyane. En décembre 2010, il traverse à bord du plus grand bateau solaire jamais construit, le Planetsolar de l'eco-explorateur Suisse Raphaël Domjan, le golfe du Mexique qui se rend à la conférence sur le climat de Cancún.
Du 10 octobre au 20 novembre 2013, il part sur une île déserte et inhabitée en Indonésie dans le cadre de l'expédition Web Robinson. Muni de quatre petits panneaux solaires, un ordinateur et un téléphone satellitaire, il souhaite faire la promotion du travail à distance et de l'énergie solaire. Le reste de son matériel est sommaire avec un hamac et une tente destinée à abriter l'électronique emportée. Malgré des conditions difficiles, liées notamment à la saison des pluies, Gauthier Toulemonde est en mesure de boucler avec son équipe deux numéros de Timbres magazine et un de l'Activité immobilière. En mars et avril 2017, il se rend à Oman dans le désert du Rub al-Khali pour une nouvelle expérience réussie de télétravail. La prochaine expédition — toujours en solitaire — devrait se dérouler en milieu polaire.

## Œuvres

### Filmographie

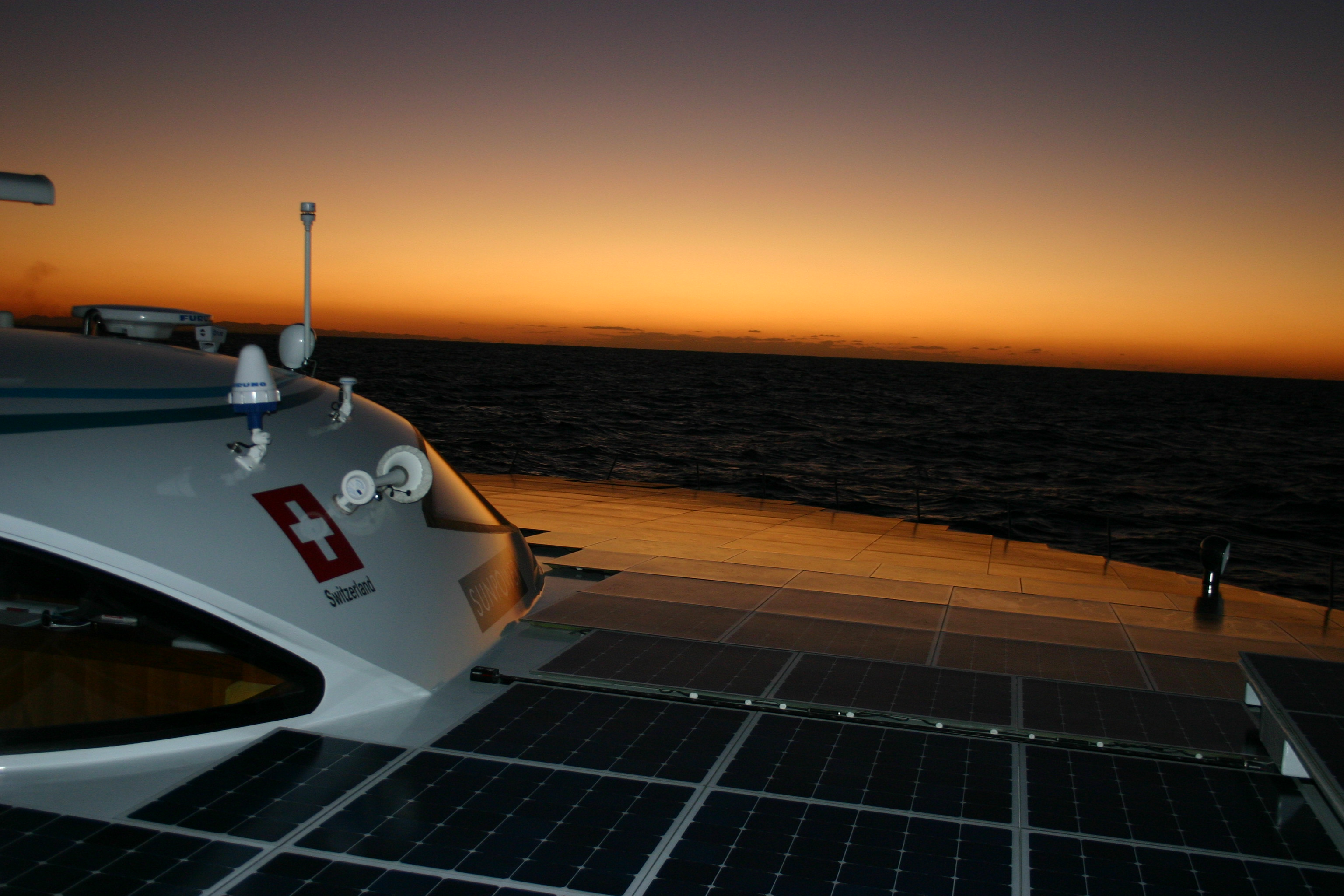
Le Planetsolar à l'approche de Cuba

- Le Planetsolar à l'approche de CubaDes courriers très spéciaux (réalisation, commentaires), éd. Timbropresse-Place de la Toile, 2006. Publié en double-DVD, ce film comprend le récit des voyages de 2006, des entretiens avec l'explorateur Jean-Louis Étienne et le graveur Pierre Albuisson, et des séquences d'initiation à la philatélie.
- Jacqueline Caurat confidences... et reportages (réalisation avec Frédéric Giorgetti), éd. Timbropresse, 2008. Publié en DVD, ce film comprend deux interviews de Jacqueline Caurat avec en support des images d'archives de Télé-philatélie et Philatélie-Club, un reportage sur l'exposition Guerre et poste et un reportage sur les collections permanentes du musée de La Poste.
- La collection Maury du monde arabe et musulman (réalisation avec Frédéric Giorgetti, commentaires), 2009. Ce film a été réalisé en version anglaise et arabe.
- La collection Maury, Afrique, océan Indien (réalisation avec Frédéric Giorgetti, commentaires), 2010. Le film a été diffusé à l'Adresse Musée de La Poste.
- A la poursuite du soleil. Planetsolar, de Cancún à Miami (réalisation avec Frédéric Giorgetti, commentaires), 2011.
- Les courriers de l'extrême (réalisation avec Frédéric Giorgetti), 2012
- Web Robinson - teaser (réalisation avec Frédéric Giorgetti), 2014

### Ouvrages
- Avec le dessinateur Sylvain Frécon, La Piste du tigre, bande dessinée, éd. Timbropresse pour Koalec (magazine pour jeunes collectionneurs), 1999.
- Stamp Connection, roman, éd. Timbropresse, 1999.
- Chroniques insulaires, éd. Timbropresse, 2014
- Robinson volontaire De l'open space à l'île déserte, éd. Arthaud, 2015
- Le dessous des timbres, ed. TImbropresse, 2015
- Le dessous des timbres, ed. Timbropresse, 2016
- Le dessous des timbres. ed. Timbropresse, 2016